# Helkir
Helkir es un tipo de mina antihelicóptero hecha a base de materiales metálicos que funciona a través de dos diferentes tipos de detectores electrónicos. Esta mina posee un sensor acústico y uno infrarrojo; una vez que la mina es activada, el sensor acústico recibe la señal de algún sonido considerable, entonces, este dispositivo enciende el detector de infrarrojo localizado coaxialmente con la ojiva, el cual, al registrar una señal de calor importante, hace explotar a la mina, expulsando los fragmentos de la carga explosiva direccional hacia el blanco, con lo que se puede penetrar 6 mm de acero reforzado a 50 m de distancia y 2 mm de acero regular a 150 m. 